# Entandrophragma
Entandrophragma és un gènere d'11 espècies d'arbres caducifolis dins la família Meliaceae, està restringit a l'Àfrica tropical. Una de les espècies arriba a fer 40-50 m d'alt, excepcionalment 60 m. Les fulles són pinnades amb de 5-9 parells de folíols, cada folíol de 8-10 cm de llarg amb la punta acuminada. Les flors es fan en inflorescències. El fruit és una càpsula de cinc valves amb nombroses llavors alades.
La fusta és molt usada i és molt densa 660kg per metre cúbic.

## Algunes espècies
- Entandrophragma angolense - Tiama
- Entandrophragma candollei - Kosipo
- Entandrophragma cylindricum - Sapel·li
- Entandrophragma utile - Sipo o Utile